# Caenopteris rutifolia
Caenopteris rutifolia là một loài dương xỉ trong họ Aspleniaceae. Loài này được Berg. mô tả khoa học đầu tiên năm 1782.
Danh pháp khoa học của loài này chưa được làm sáng tỏ. 